# (200133) 1997 WZ12
(200133) 1997 WZ12 es un asteroide perteneciente al cinturón de asteroides, descubierto el 23 de noviembre de 1997 por el equipo del Spacewatch desde el Observatorio Nacional de Kitt Peak, Arizona, Estados Unidos.

## Designación y nombre
Designado provisionalmente como 1997 WZ12.

## Características orbitales
1997 WZ12 está situado a una distancia media del Sol de 3,048 ua, pudiendo alejarse hasta 3,509 ua y acercarse hasta 2,588 ua. Su excentricidad es 0,151 y la inclinación orbital 26,75 grados. Emplea 1944,53 días en completar una órbita alrededor del Sol.

## Características físicas
La magnitud absoluta de 1997 WZ12 es 15,2. Tiene 6 km de diámetro y su albedo se estima en 0,044.